# 島穴神社

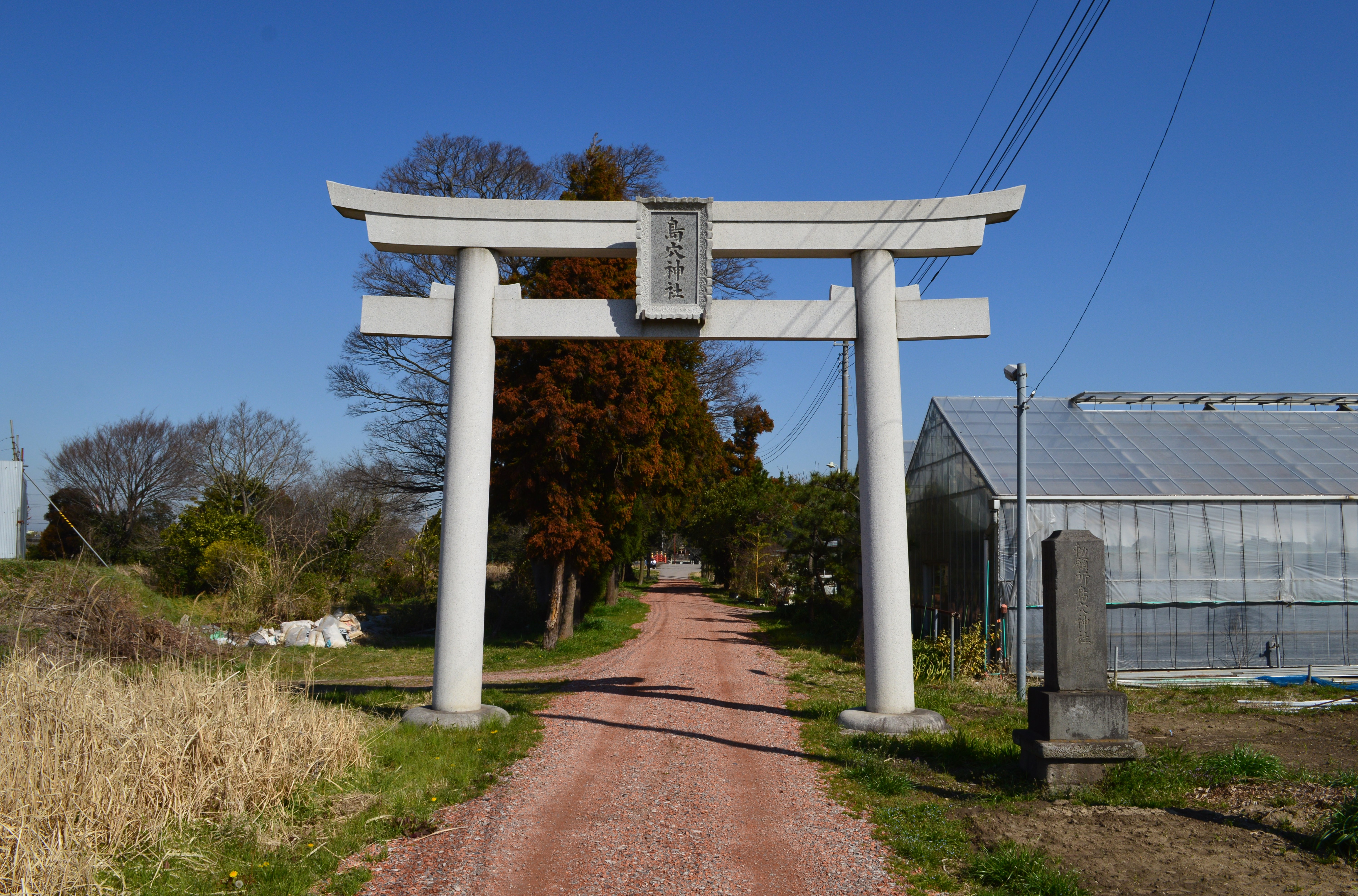
鳥居

島穴神社（しまあなじんじゃ）は、千葉県市原市島野にある神社。式内社で、旧社格は県社。

## 祭神
祭神は次の3柱。
主祭神
- 志那都比古尊（しなつひこのみこと） - 風の神。社伝では、姉埼神社祭神の支那斗弁命の夫もしくは弟とする。

配祀神
- 日本武尊（やまとたけるのみこと）
- 倭比売尊（やまとひめのみこと）

## 歴史

### 創建
『古事記』・『日本書紀』では、景行天皇（第12代）40年の日本武尊が東征の際、走水の海（浦賀水道）で暴風雨に遭ったが妃の弟橘姫の犠牲によって上総に上陸することができたとする記事が見える。社伝ではその時のこととして、弟橘姫が大和国の龍田大社の神に、無事に上総まで航行させてくれるのなら風鎮めの神を祀ると祈ったので、日本武尊は弟橘姫命の遺志に従いこの地に志那都比古尊を祀ったとする。
また社伝では、日本武尊の死後の景行天皇57年、日本武尊の父の景行天皇は日本武尊東征の縁の地を歴訪し、当社に日本武尊命・倭比売尊の神霊を合祀したとする。

### 概史
国史では、元慶元年（877年）に「島穴神」に正五位下勲五等の神階が授けられた旨が記載されている。
延長5年（927年）成立の『延喜式』神名帳では上総国海上郡に「島穴神社」と記載され、式内社に列している。平安時代中期の『和名抄』に見える地名のうちでは、当地は「海上郡島穴郷」に比定される。
かつては同じく式内社の姉埼神社と深い関係にあり、神輿が両社を行き来していたという。
明治維新後、明治6年（1873年）に近代社格制度において郷社に列し、明治12年（1879年）に県社に昇格した。

### 神階
- 元慶元年（877年）5月17日、従五位上勲五等から正五位下勲五等 （『日本三代実録』） - 表記は「島穴神」。
- 元慶8年（884年）7月15日、正五位下勲五等から正五位上勲五等 （『日本三代実録』） - 表記は「島穴神」。

## 境内

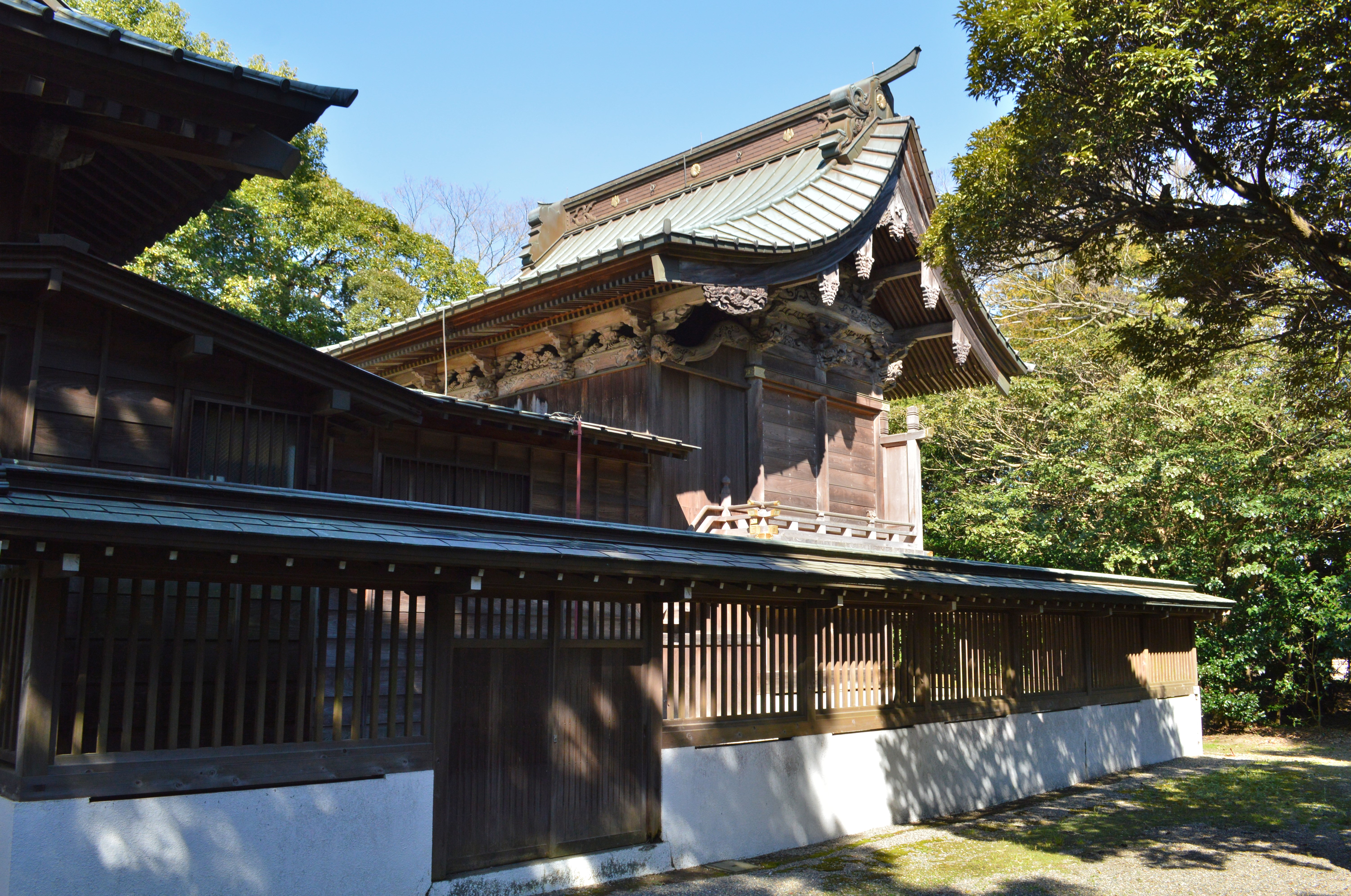
本殿
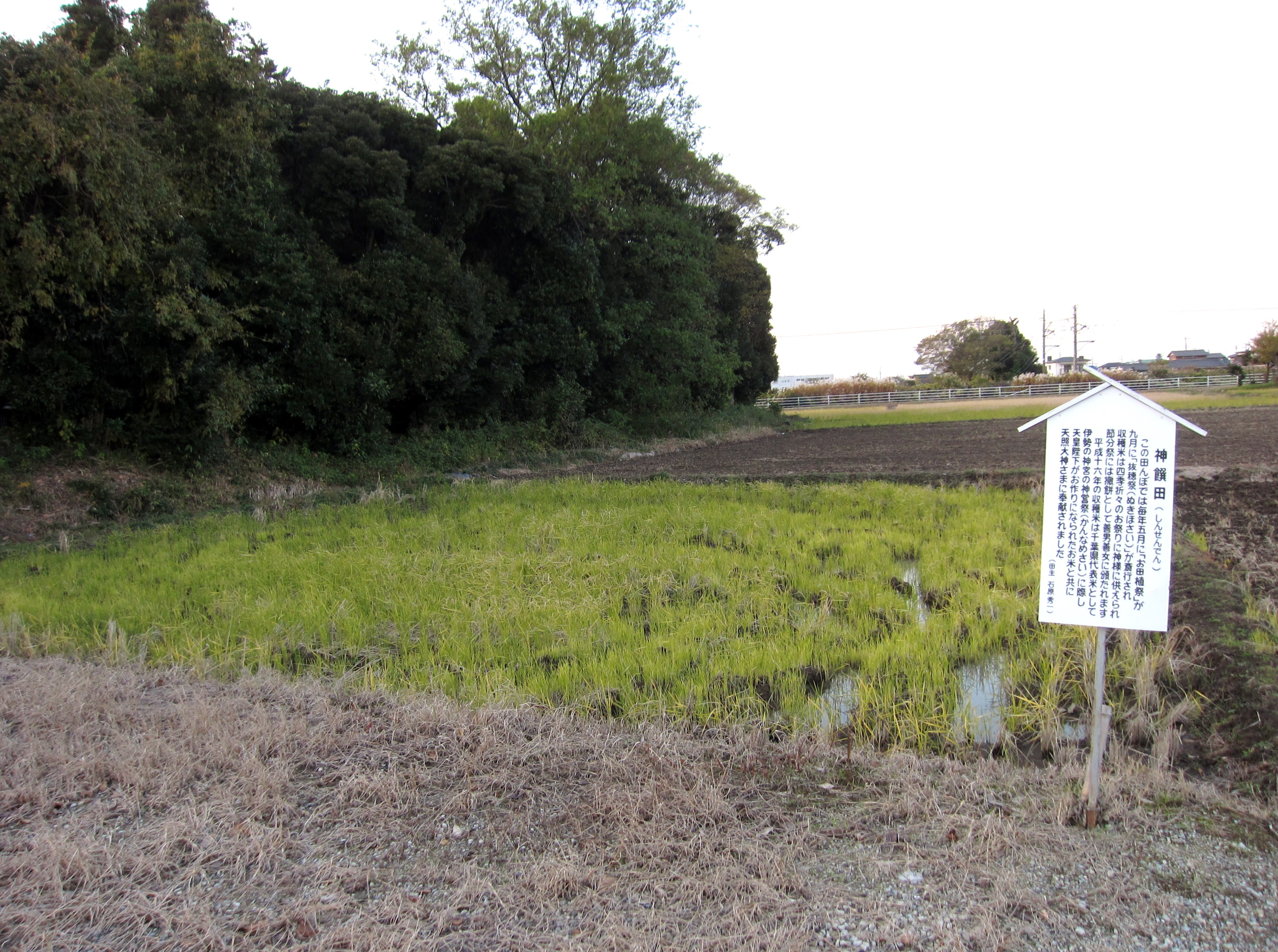
神饌田 境内東側に所在。毎年5月にお田植祭、9月に抜穂祭が行われる。
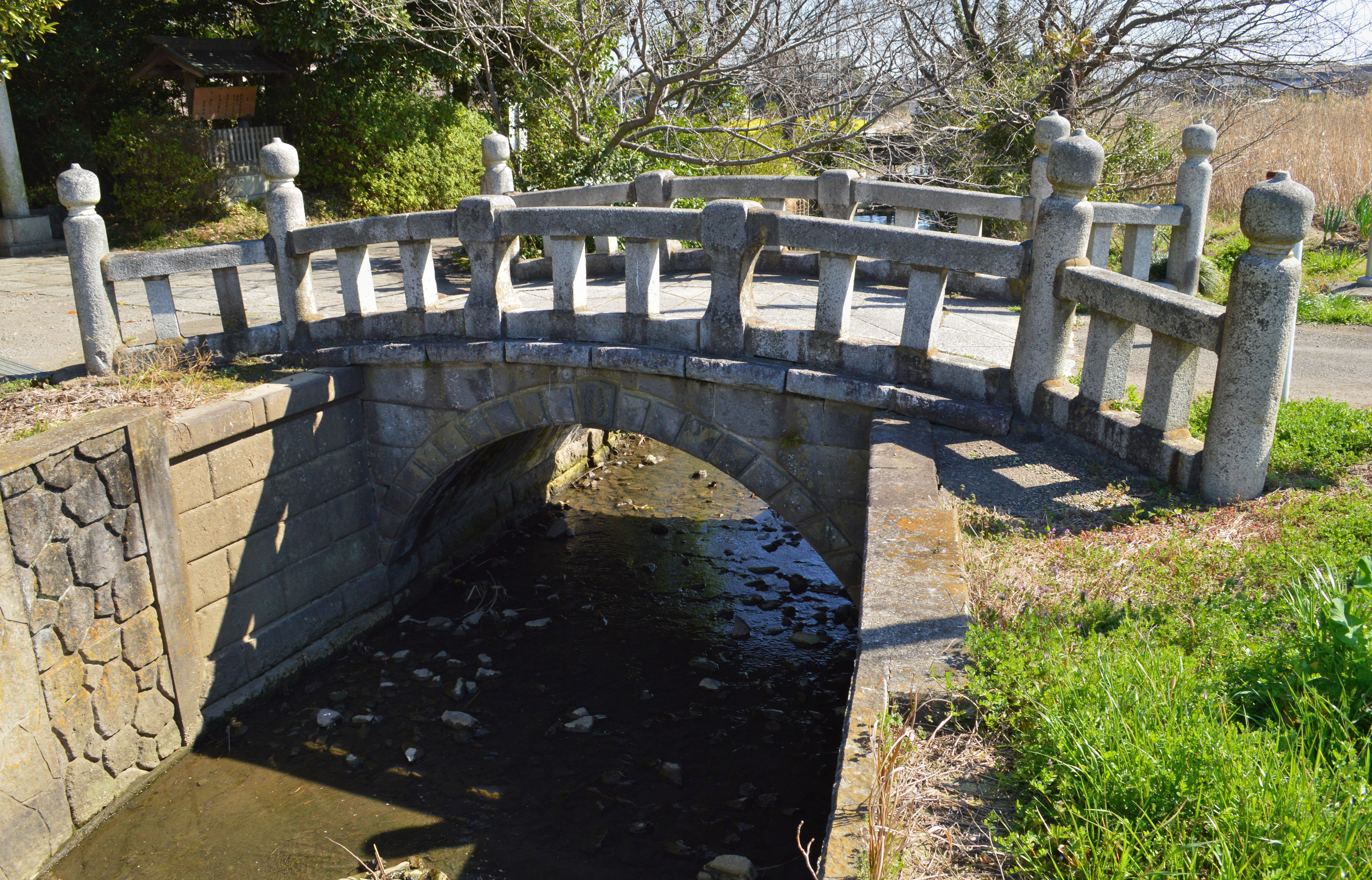
宮之橋 大正8年造営。
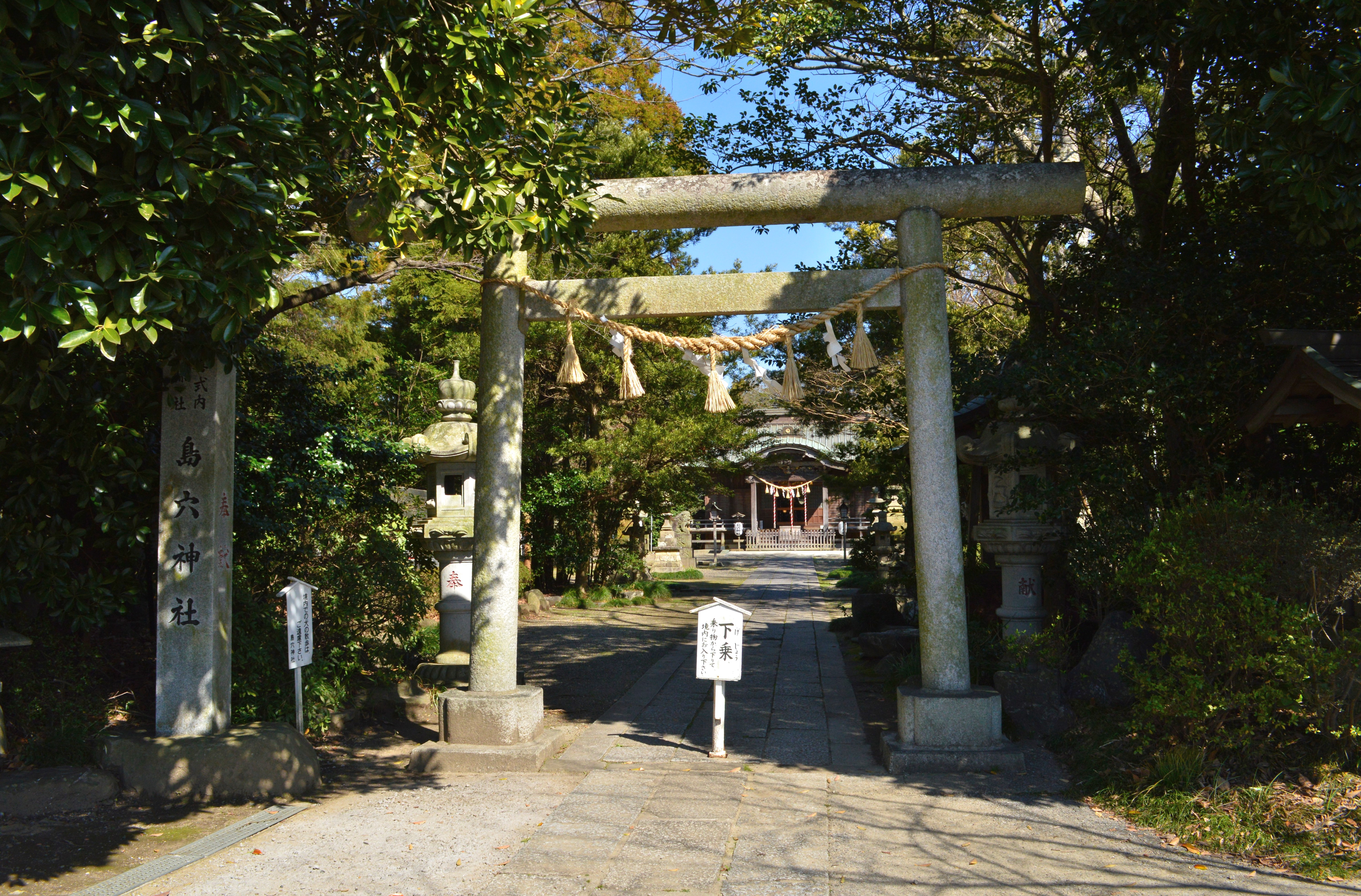
鳥居

## 摂末社
- 疱瘡神社
- 第六天神社 - 祭神：面足尊、惶根尊
- 道祖神社
- 八雲神社
- 浅間神社 - 富士塚の上に鎮座する。

境内にはほか数社がある。

## 関係地

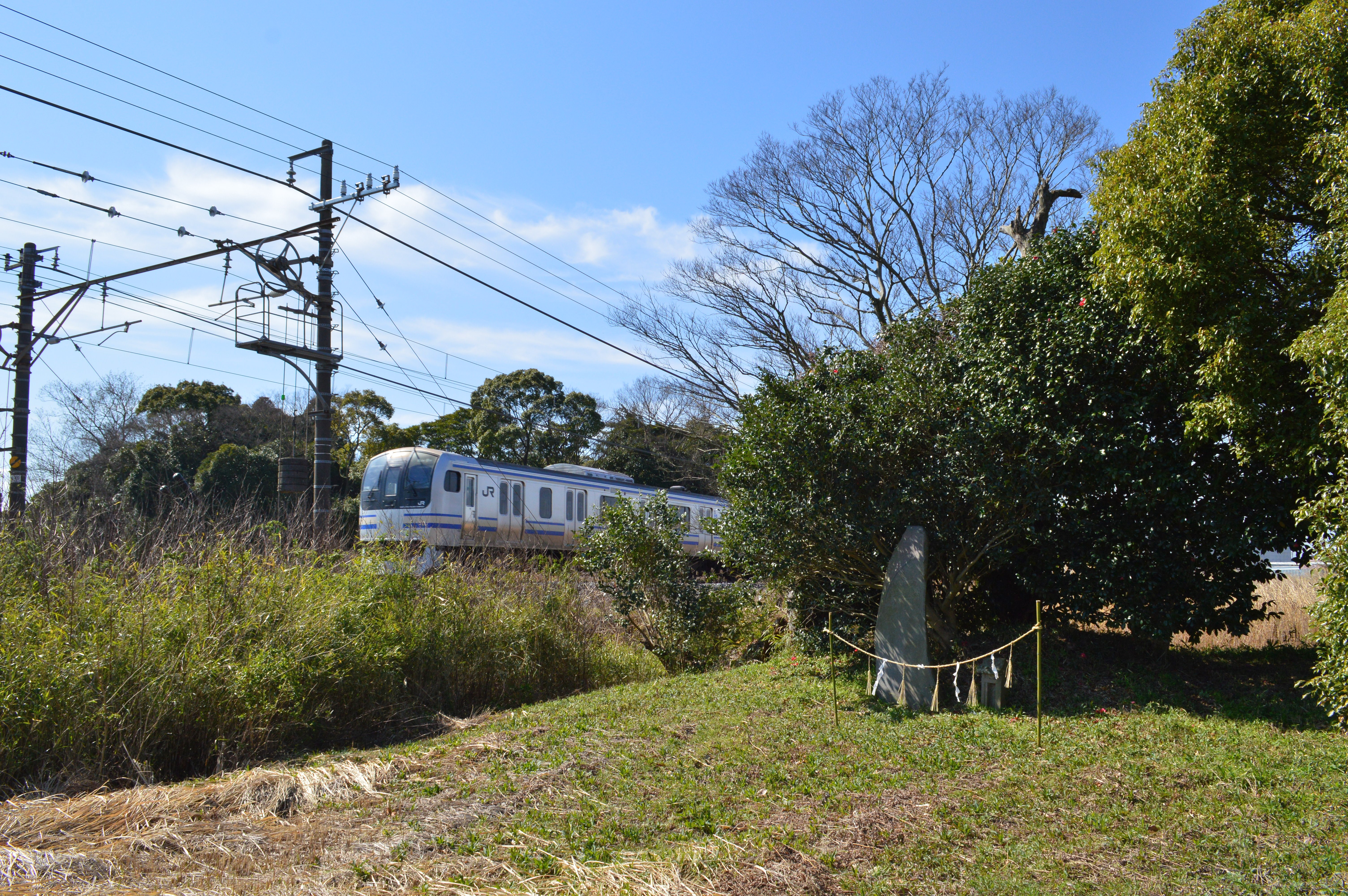
旧社地内房線を挟んで奥に現社地。

- 旧社地
現社地から北方へ約200メートル、線路を挟んだ地に所在する。島穴神社の旧鎮座地と伝わり、昔はかなりの広さを持っていたという。かつては林の中に深い穴があり、そこから常に清い風が常に吹いていることから風の神である志那都比古尊のなすところとされ、これに「島穴」の社名も因んだという[2]。現在では穴は確認されておらず伝承の真偽は明らかでないが、伝承が古墳の石室を指す可能性が指摘されている[2]。